# Kryptopterus minor
Kryptopterus minor – gatunek małej ryby sumokształtnej z rodziny sumowatych (Siluridae), w literaturze akwarystycznej często mylony z sumiczkiem szklistym (Kryptopterus bicirrhis).   

## Występowanie
Główny nurt Sungai Pinoh w Nanga Saian, 45 kilometrów na południe od Nangapinoh, Borneo, Indonezja.

## Opis
Dorasta do 8 cm.  Te nietypowe sumy mają wydłużone, bocznie spłaszczone ciało, które jest niemal przezroczyste.

## Wymagania
W akwarium ogólnym dobrym towarzystwem będą razbory, większość tetr, mniejsze ryby labiryntowe i pielęgniczki. 